# Kum II
Kum II (eng. The Godfather Part II) je američki kriminalistički film Francisa Forda Coppole iz 1974. To je nastavak filma Kum koji je snimljen 1972. godine.
Film je dijelom adaptacija istoimenog romana kojeg je napisao Mario Puzo a dijelom originalni scenarij koji je za film napisao Puzo. Priča o mladosti don Vita je adaptacija poglavlja iz romana u kojima se radnja događa u prošlosti.  U glavnim ulogama u drugom nastavku pojavljuju se Al Pacino i Robert De Niro. Film je dobio šest Oscara: za najbolji film, za režiju, najboljeg sporednog glumca (Robert De Niro), koreografiju, glazbu i najbolje adaptirani scenarij.

## Radnja
Radnja se sastoji od dvije priče, prezentirane paralelno. Jedna govori o Michaelu Corleoneu 1958. i 1959. godine, nakon događaja iz prvog filma; druga govori o njegovom ocu, Don Vitu Corleoneu, od njegovog djetinjstva na  Siciliji (1901.) do nastanka obitelji Corleone u New Yorku (1917. – 1925.) tijekom prve četvrtine  dvadesetog stoljeća.
Film počinje 1901., u gradu Corleone na Siciliji, na pogrebu mladog Vitova oca, Antonija Andolinija, koji je ubijen jer je odbio platiti lokalnom mafijaškom šefu, Don Cicciou. Tijekom procesije, odjekuju pucnjevi te žena poviče da je Vitov stariji brat, Paolo, ubijen jer se zakleo na osvetu Donu. Vitova majka odlazi s njim Don Cicciou da moli za milost. Ciccio odbija, znajući da će se devetogodišnji Vito kad-tad osvetiti. Majka izvlači nož i stavlja ga Don Cicciou pod vrat da dadne vremena Vitu da pobjegne. Cicciovi ljudi ubijaju Vitovu majku i pretražuju grad tražeći dječaka. Dječaku pomažu ljudi u Corleoneu i ukrcavaju ga na brod za New York. Na otoku Ellis, službenik u Imigracijskom uredu pita Vita za ime, ali on ostaje nijem; drugi čovjek pročita oznaku s odjeće i kaže Vito Andolini iz Corleonea, te ga registriraju kao Vito Corleone.
Kasnih pedesetih, slično kao i u otvaranju prvog filma, Michael Corleone, Kum obitelji Corleone, rješava razne poslove i obiteljske probleme tijekom raskošne proslave prve pričesti svog sina Anthonyja na svom posjedu na jezeru Tahoe. Sastaje se sa senatorom  Nevade, Patom Gearyjem, koji prezire Corleonove, da bi se dogovorili oko honorara za licence za kockarske igre, jer obitelj kupuje hotele i casina.
Michael se također suočava sa sestrom Connie, koja se sve više otima kontroli i koja se nedavno razvela, ali se opet planira preudati što Michael ne odobrava. Sastaje se i s Johnnyjem Olom, desnom rukom židovskog mafijaša Hymana Rotha,  koji podržava Michaelove namjere u vezi s kockarskim biznisom. Michael prima i Franka "Five Angels" Pentangelija, koji je preuzeo teritorij Petera Clemenze nakon njegove smrti, te sad ima problema s braćom Rosato, koje podupire Roth. Pentangeli naglo odlazi, te dobacuje: "tvoj otac surađivao je s Hymanom Rothom, tvoj otac je poštovao Hymana Rotha, ali tvoj otac nikada nije 'vjerovao' Hymanu Rothu." Kasnije te večeri, dogodio se pokušaj ubojstva na Michaela, koji je preživio nakon što je njegova žena Kay primijetila da su zavjese u spavaćoj sobi rastvorene. Nakon toga, Michael kaže Tom Hagenu da je pokušaj ubojstva izveden uz pomoć nekog iznutra te da on mora otići te mu prepušta sve ovlasti u zaštiti njegove obitelji.
1917., odrasli Vito Corleone živi u New Yorku, radi u trgovini s prijateljem Gencom Abbandandom. Susjedstvo kontrolira član Crne ruke, Don Fanucci, koji reketari lokalne trgovce za zaštitu. Budući da trgovac nije mogao platiti Fanucciju redoviti iznos, Vito gubi posao zbog Fanuccijeva nećaka. Vito susreće Petera Clemenzu te njih dvojica počine prvo kazneno djelo zajedno, kradući elegantni sag iz lokalnog stana. To je bio Clemenzin način da vrati Vitu jer mu je ovaj sakrio pištolje.
Michael se sastaje s Hymanom Rothom na  Floridi i kaže mu kako vjeruje da je Frank Pentangeli odgovoran za atentat, te da će Pentangeli platiti za nj. Putujući za Brooklyn, Michael daje do znanja Pentangeliju da je svjestan da Roth stoji iza svega, te da ima plan, ali treba Frankieja da surađuje s braćom Rosato da smiri Rotha. Michaelov brat Fredo prima misteriozan poziv u noći od nekoga tko se predstavio kao "Johnny". Kad se Pentangeli pošao sastati s braćom Roseto, rečeno mu je "Pozdrav od Michaela Corleonea". Napadnut je i ostavljen beživotan zajedno sa svojim tjelohraniteljem, Williejem Ciccijem. Tom Hagen pozvan je u Nevadu jer je senator Geary nađen u krevetu s mrtvom prostitutkom. Fredo je odjurio do mjesta događaja, a Tom ponudi senatoru "prijateljstvo" u zamjenu za usluge u kockarskom biznisu. Hagen mu kaže da je cura nepoznata, da nema obitelji tko bi znao da radi u bordelu. Hagen instruira Gearyja da nazove njegov ured i, kao alibi, kaže da je bio gost Michaela Corleonea u Tahoeu.
U međuvremenu, Michael se sastaje s Rothom u  Havani, na  Kubi, krajem 1958., za vrijeme dok je predsjednik Fulgencio Batista zagovarao američke investicije, i dok  komunistički gerilci aktivno planiraju Kubansku revoluciju. Zajedno s ostalim biznismenima, slavi se Rothov rođendan i razgovara se o novim ulaganjima u legalne poslove u Americi. U jednom trenutku, Michael spomene kako bi pobunjenici mogli pobijediti, što bi moglo otežati poslove na Kubi. Taj komentar navede Rotha da napomene da Michael nije donio dva milijuna dolara kako bi ušao u partnerstvo. Fredo stiže u Havanu s novcem u aktovci, a nakon što Michael spominje Hymana Rotha i Johnnyja Olu, Fredo kaže da ih nikad nije sreo. Senator Geary i ostali ljudi iz vlade dolaze u Washington i Michael hoće da ih Fredo zabavi u gradu. Michael povjerljivo kaže Fredu da ga je Roth htio ubiti, te unatoč stalnim Rothovima pričama kako mu se bliži kraj, nema namjere podijeliti svoje bogatstvo i hoće ubiti Michaela nakon proslave Nove godine. Michael ga uvjerava da je već povukao svoj potez, te da "Hyman Roth neće dočekati Novu godinu". Kad na kratkom sastanku Michael upita tko je dao dopuštenje za ubojstvo Franka Pentangelija, Hyman Roth izbjegava odgovor, te skreće temu na ubojstvo svog starog prijatelja Moea Greenea (pojavljuje se u prvom filmu). Dok provodi vrijeme u klubu s američkim političarima, Fredo se pretvara da ne prepoznaje Johnnyja Olu. Malo kasnije, u seks klubu, Fredo glasno spominje da je bio na tom mjestu Johnnyjem Olom jednom prije, demantirajući samog sebe kad je rekao da se nikad nije sreo s Rothom ili Olom. Michael shvaća da je izdajnik njegov vlastiti brat te nalaže svom tjelohranitelju da ubije Rotha. Johnny Ola je zadavljen, ali Roth, u kritičnom stanju, odvezen je u bolnicu. Michaelov čovjek pokušao je ubiti Rotha u njegovom bolničkom krevetu, ali ga ubijaju stražari prije nego što je obavio zadatak. Na proslavi Nove godine, Michael zgrabi Freda čvrsto za glavu i poljubi ga: "Znam da si to bio ti, Fredo; slomio si mi srce." Komunistička revolucija pobjeđuje i mnogi gosti bježe. Fredo odbija ići s Michaelom, unatoč Michaelovim uvjeravanjima da je on još njegov brat i da je to jedini izlaz. Po povratku u SAD, Michael upita Hagena o Fredu. Hagen kaže da je Roth pobjegao s Kube nakon što je preživio srčani udar i da se oporavlja u Miamiju; njegov tjelohranitelj je mrtav, a Fredo se vjerojatno skriva u New Yorku. Hagen ga također obvještava da je Kay imala spontani pobačaj.
Priča se vraća na Vitovu priču gdje je Don Fanucci postao svjestan poslovne suradnje između Vita, Clemenze i Tessia, te hoće svoj udio. Clemenza i Tessio pristaju platiti Fanucciju, ali Vito se protivi i kaže prijateljima da prepuste novac njemu i uvjerava ih da će Fanucci prihvatiti manje. Vito plaća Fanucciju samo 100 dolara umjesto 600 koliko je tražio. Fanucci prihvaća i tako daje do znanja Vitu kako je slab. Tijekom fešte u susjedstvu, Vito ubija Fanuccija u njegovoj zgradi. Vito zarađuje poštovanje susjedstva i posreduje kod lokalnih prepirki. Postaje šef je sve brže rastućeg poduzeća za uvoz maslinovog ulja, Genco Olive Oil.
Michael se vraća kući i suočava se s gubitkom nerođenog djeteta i stanjem u obitelji. U međuvremenu, senatorski odbor, čiji je član senator Geary, priprema istragu o poslovima obitelji Corleone. Ispituju nezadovoljnog vojnika Corleoneovih Willieja Ciccija, ali njegovo svjedočenje nije dovoljno korisno jer mu Michael nikad nije davao izravne naredbe.
Michael se pojavljuje pred odborom. Senator Geary radi show, pruža potporu talijanskoj manjini u Americi i odlazi prije početka. Michael izaziva odbor da izvede svjedoka koji će potvrditi optužbe protiv njega. U sljedećoj sceni, otkriva se da je Frank Pentangeli živ. Nagodio se s FBI-em i spreman je svjedočiti protiv Michaela. Tom Hagen i Michael raspravljaju o ovom problemu, opažajući kako je Rothova taktika funkcionirala. Michael se sastaje privatno s bratom Fredom. Fredo spominje kako se osjeća zapostavljenim, da on nije glup i da zaslužuje poštovanje. Kaže kako je podupirao Rotha misleći da će se okoristiti, ali nikad nije htio da ubiju Michaela. Također spominje da je Senatov odvjetnik na Rothovoj strani. Michael mu mirno odvrati da ga više ne smatra bratom i da ga ne želi vidjeti. Frank Pentangeli pristupio je svjedočenju pred Senatom. Michael također dolazi, u pratnji nepoznate osobe. Njegova prisutnost natjera Franka da povuče svoju izjavu. Kad Pentangelija upitaju je li služio caporegimeu Peteru Clemenzi, on kaže da nije, te da je sve što je rekao FBI-u laž. Upitan tko je nepoznati čovjek, Hagen odvrati da je to Vincenzo, Frankov brat, te da je došao pružiti podršku bratu. Bez daljnjeg svjedočenja, odbor je morao odustati od optužbi, a Hagen zahtijeva ispriku za njih. U hotelskoj sobi, Michael i Kay se svađaju jer se ona želi odseliti s djecom. Michael kaže da shvaća njezinu bol zbog izgubljenog djeteta, ali da će stvari doći na svoje mjesto. Kay odgovara: "Michael, ti si slijep. Nije to bio pobačaj, bio je to abortus!", te da zbog toga što je on Sicilijanac, ona zna da joj nikad neće oprostiti. Ova izjava razbjesni Michaela, koji udara Kay, te joj kaže da nikada neće uzeti njihovu djecu.
Priča se vraća na Vitovu, gdje on i njegova obitelj putuju na Siciliju da ojača komercijalne veze tvrtke za uvoz maslinova ulja i njihove poslove s Don Tommasinom. Vito i Tommasino posjećuju ostarjelog Don Ciccioa da ga pitaju za blagoslov. Kad ga upita za oca, Vito kaže: "Moj otac je Antonio Andolini, a ovo je za tebe!", parajući mu trbuh nožem. Dok su napuštali posjed, zadnji preživjeli Don Cicciov tjelohranitelj pogodio je Tommasina u noge, što je ovog obilježilo prepoznatljivim šepanjem. Kako je vendetta izvršena, Vito i njegova njegova obitelj napustili su Siciliju.
Cijela obitelj Corleone ponovno se okupila kad je Carmela Corleone, Vitova udovica i majka njegove djece, umrla. Kay nije prisustvovala pogrebu, a Michael je i dalje odlučan da se obračuna s Fredom. Connie (koja pokazuje sve više zrelosti) razgovara s njim, a nakon toga Michael se posljednji put zagrlio s Fredom. Kasnije, Fredo i Michaelov sin, Anthony, postaju bliski tijekom pecanja. U isto vrijeme Michael, Hagen i Rocco Lampone raspravljaju o konačnom obračunu s Hymanom Rothom, kojem je odbijen azil u Izraelu kao umirovljenom židovskom biznismenu. Hagen sugestira da su Michaelovi planovi kako ubiti braću Rosato i Rotha radi osvete nepotrebni, ali Michael odbija savjet. Hagen posjećuje Franka Pentangelija u vojnoj bazi i predlaže mu da počini samoubojstvo, u stilu starih Rimljana kojima je obećano da će im obitelji biti zbrinute.
Kay posjećuje svoju djecu i odlazi po Michaelovu dolasku, koji je okrutno izbacuje. Kao i u prvom filmu, nastavak doseže svoj vrhunac u slijedu ubojstava. Na posjedu Corleoneovih, na jezeru Tahoe, Al Neri priprema čamac da Fredo i Anthony mogu ići pecati. Fredo kazuje Anthonyju priču kako je uhvatio ribu kao dječak kad je molio Zdravomariju. Međutim, Connie kaže Anthonyju da ne može ići pecati jer mora ići s Michaelom u Reno. Hyman Roth stiže na aerodrom, spreman da se preda. Ubio ga je Rocco Lampone, prerušen u novinara, ali Lampone je također ubijen. U vojnoj bazi Frank Pentangeli je nađen mrtav, prerezanih zapešća dok je sjedio u kadi. Konačno, Neri ubija Freda na pecanju dok je molio Zdravomariju.
Film se vraća u 1941., gdje se obitelj priprema za rođendansko iznenađenje za Vita Corleonea. Sonny upoznaje Carla Rizzija sa svojom braćom i sestrom Connie. Pričaju o nedavnom japanskom napadu na Pearl Harbour, a Michael šokira sve priopćivši im da se upravo prijavio u marince. Sonny se izruguje Michaelovu izboru, a Tom Hagen spominje kako njihov otac polaže velike nade u Michaela. Jedino Fredo podupire bratovu odluku. Svi osim Michaela odlaze dočekati Vita Corleonea. U posljednjoj sceni filma Michael sjedi pokraj jezera Tahoe, u tihom razmišljanju.

## Kritike
Kum II smatra se najuspješnijim nastavkom u filmskoj povijesti te je sigurno jedan od najnagrađivanijih. Mnogi kritičari su naglasili kako je jednako dobar, možda čak i bolji od originala. Na IMDb-u se konstantno nalazi među 5 najboljih filmova u povijesti, po odabiru glasača.
Kako su desetljeća prošla, kao prvi film, Kum II ostaje jedan od najboljih filmova svih vremena. Kao i film sam, i izvedba  Ala Pacina postala je legendarna. Mnogi kritičari njegovu su izvedbu u ovom filmu ocijenili kao najbolju u njegovoj karijeri i jednu od najboljih svih vremena. 2006. je časopis Premier objavio listu 100 najvećih izvedbi svih vremena, a Pacinova se našla na 20. mjestu.

## Nastavak
U redateljskom komentaru na DVD izdanju (objavljenom 2002.), Coppola je rekao kako je ovo bio prvi veliki film koji je koristio "Part II" u naslovu. Paramountu se isprva nije svidjela ta ideja jer je vjerovao kako ljudi neće htjeti gledati film takvog naziva jer navodno ne bi bili zainteresirani za dodatak originalnoj priči. Uspjeha Kuma II počeo je holivudsku tradiciju brojčanog označavanja nastavaka.

## Nagrade
- 7 nominacija za Zlatni globus (najbolji film, režija, scenarij, glavni glumac Al Pacino, glazba, najobečavajuća nova zvijezda Lee Strasberg)
- 6 osvojenih Oscara (najbolji film, režija, adaptirani scenarij, sporedni glumac Robert De Niro, scenografija, glazba) i 5 nominacija (najbolji glavni glumac Al Pacino, sporedni glumac Michael V. Gazzo, sporedni glumac Lee Strasberg, sporedna glumica Talia Shire, kostimi)
- Osvojena BAFTA (najbolji glavni glumac Al Pacino) i 3 nominacije (najbolja glazba, montaža, nova zvijezda Robert De Niro)

## Zanimljivosti
- Francis Ford Coppola je bio toliko iscrpljen snimanjem prvog "Kuma" da isprva nije htio snimiti nastavak nego je planirao režiju ostaviti Martinu Scorseseu.
- Kako bi se pripremio za svoju ulogu, Robert De Niro je mjesecima živio na Siciliji.
- Robert De Niro je osvojio Oscara za ulogu Vita Corelonea u njegovim mladim danima. Vita Corelonea je u prvom filmu, "Kum", igrao Marlon Brando koji je također osvojio Oscara. Oni su jedini glumci u povijesti koji su osvojili tu nagradu za ulogu istog lika.
- Planiralo se da se Marlon Brando pojavi u nekoliko scena u flashbacku. No on je odbio jer nije volio kako je tvrtka Paramount postupala s njim dok je snimao prvog "Kuma".
- Prvi nastavak koji je osvojio Oscara za najbolji film.
- U jednoj sceni javlja se mala metafilmska šala; kada mladi Vito Corleone i Clemenzo idu kupiti puške, kupe ih od čovjeka zvanog Augustino Coppola, koji ima sina, Carminea. Ta dva lika nose isto ime kao i djed i otac redatelja, Francisa Forda Coppole, koji je scenu napisao s dozom ironije kada je čuo da je njegov djed davno prodavao oružje.
- Coppola i Mario Puzo su se dugo svađali oko toga treba li Michael ubiti Freda ili ne.

## Vanjske poveznice
- Kum II u internetskoj bazi filmova IMDb-a
- Rottentomatoes.com
- Filmsite.org